# Trago largo

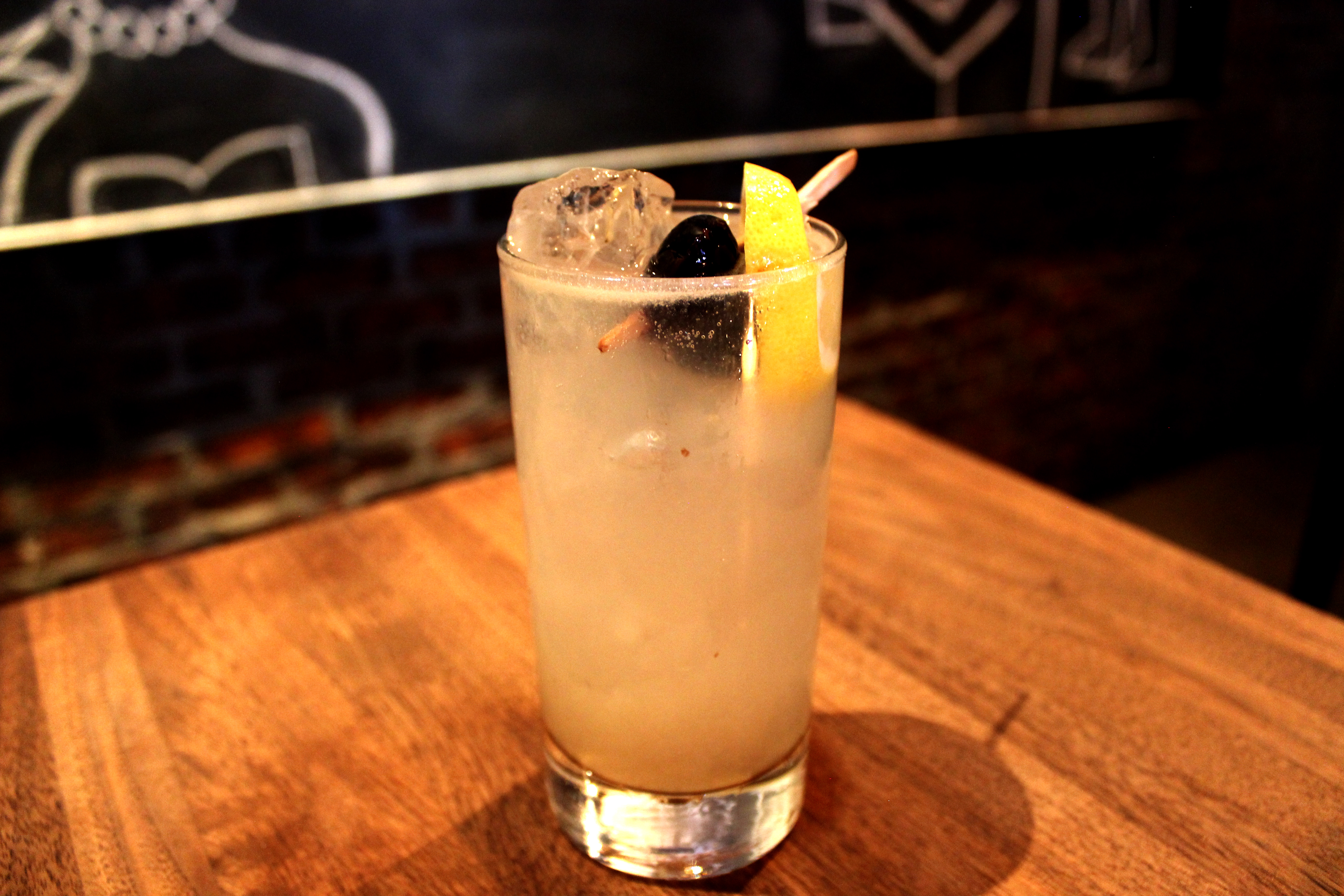
Una bebida larga clásica, el Tom Collins

En coctelería, un trago largo es un cóctel con un volumen relativamente grande y generalmente servido en vaso de tubo o Highball, lleno de hielo, generalmente hielo en cubos, aunque también puede ser de otros tipos. Está diseñado para beberse lentamente. Se diferencia de un trago corto, que es más fuerte ya que ambos tienden a contener la misma cantidad etílica. Por lo tanto, los tragos largos son generalmente más diluidos que los cortos. Las definiciones varían entre 12 y 30 cl, o frecuentemente de 16 a 40 cl (5–9 US fl Oz), aunque un estándar podría ser una cantidad mayor a 12 cl.
Por lo general, todos los tragos largos tienen una composición similar: si imaginamos el cóctel en tres partes, una parte sería de alguna bebida alcohólica (vodka, gin, ron...) y dos partes son de algún mixer (jugos de frutas, Coca-Cola, café...). Los tragos cortos, es decir, los que poseen un volumen inferior a 12 cl, tienen generalmente la misma cantidad alcohólica pero menos cantidad de mixer, o cantidad nula, en el caso del chupito.
Algunos tragos largos famosos son el Tom Collins (y toda la familia de cócteles tipo Collins, como el John Collins o el Ron Collins), el Bloody Mary, el Mai Tai, el Destorni, el Tequila Sunshine, el Gin Fizz (y toda la familia de cócteles tipo Fizz), el Horse's Neck o el Julepe de menta, solo por mencionar algunos.
La variante más simple del trago largo es el combinado con alcohol (o «combo», en inglés highball), que es básicamente un cóctel compuesto de una bebida alcohólica y un mixer. Un ejemplo clásico de combinado con alcohol es el Gin Tonic.

## Por región

### Long drink
En los países anglosajones, así como internacionalmente, los tragos largos se conocen como long drinks (/lɔŋdrɪŋks/), en oposición a los short drinks (/ʃɔːrtdrɪŋks/) «tragos cortos».
A veces también se usa la expresión tall drinks (/tɔldrɪŋks/) «bebidas largas».

### Lonkero
En Finlandia, los tragos largos, lonkero en finés, se refiere a una bebida mixta hecha de ginebra y, más comúnmente, refresco de pomelo, aunque otros para tragos largos incluyen arándano o lima. En Finlandia, el trago largo está disponible tanto en tiendas como en restaurantes, generalmente de barril.